# I Don't Wanna Cry
Singles de Mariah Carey
Someday
(1990) There's Got to Be a Way
(1991)
I Don’t Wanna Cry est une chanson écrite par Mariah Carey et Narada Michael Walden et produite par ce dernier, extrait de son premier album Mariah Carey. Il s’agit du quatrième single sorti au deuxième trimestre de l’année 1991.
Il devient le quatrième single consécutif de l’album à atteindre la place de numéro 1.
Il a reçu un BMI pop Award comme la plupart des singles du même album.

## Composition et enregistrement

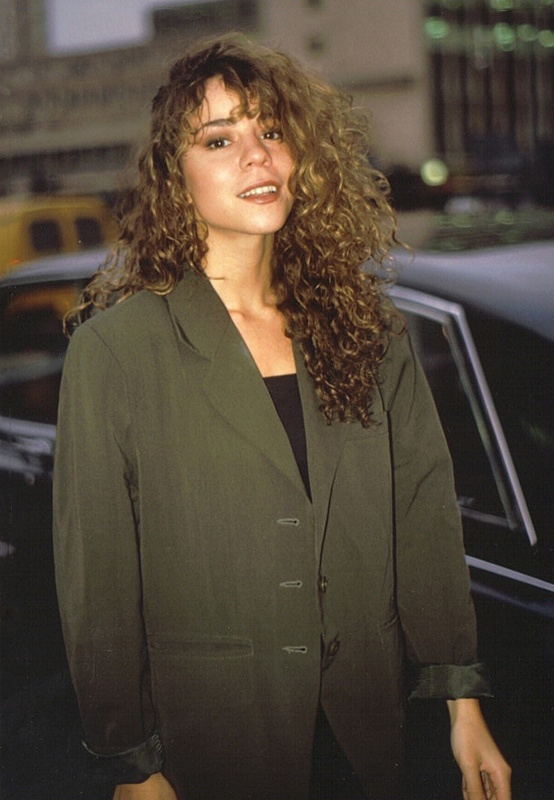
Mariah Carey en 1990

## Accueil

### Succès
I Don’t Wanna Cry devient le 4e single single consécutif de l’album Mariah Carey à atteindre la place de numéro 1 du Billboard Hot 100 ce qui fait de Mariah Carey, avec les Jackson 5, l’artiste (ainsi que première artiste féminine) ayant eu quatre premiers singles d’un album atteignant la première place des Charts. Il devient également le troisième morceau de l’album à être numéro 1 du Billboard Hot Adult Contemporary Tracks mais n’obtient que la 2e place du Billboard Hot R&B/Hip-Hop Songs.
Le single se glisse à la première place au bout de la huitième semaine après sa sortie en détrônant I Like The Way (The Kissing Game) du groupe Hi-Five et y restera pendant deux semaines du 19 mai au 1er juin pour ensuite céder sa place à More Than Words du groupe Extreme. Il sort du top 40 seulement au bout de 30 semaines le plaçant par la même occasion 25e single de l’année 1991.
En dehors États-Unis, la chanson réalise un modeste top 10 (7e) mais se retrouve en dehors du top 40 dans d’autre pays notamment en Australie n’arrivant qu’à la 49e place des Charts.
Le titre a reçu un BMI Pop Award.

## Reprise
Lors de la 7e saison d’American Idol aux U.S.A, Jason Castro repris le titre I Don’t Wanna Cry (lors d’une représentation), qui sortira plus tard en single directement sur iTunes.

## Versions
CD Single
1. I Don’t Wanna Cry
2. You Need Me

## Classements et certifications
| Pays                                               | Position | Certification |
| -------------------------------------------------- | -------- | ------------- |
| Australie                                          | 49       | -             |
| Canada                                             | 7        | -             |
| États-Unis Billboard Hot 100                       | 1        | -             |
| États-Unis Billboard Hot Adult Contemporary Tracks | 1        | -             |
| États-Unis Billboard Hot R&B/Hip-Hop Songs         | 2        | -             |

| Pays                         | Position | Année |
| ---------------------------- | -------- | ----- |
| États-Unis Billboard Hot 100 | 25       | 1991  |